# Потіївка (колійний пост)
По́тіївка — колійний пост 5-го класу Козятинської дирекції Південно-Західної залізниці (Україна), розташований на дільниці Житомир — Фастів I між зупинним пунктом Унава (відстань — 5 км) і станцією Фастів I (5 км). Відстань до ст. Житомир — 96 км.

## Загальний опис
Розташований в однойменній місцевості (колишнє село Потіївка) на південно-західній околиці Фастова. Має одну платформу.
Зупинний пункт відкритий у 1954 році. У 2007 році переведений до категорії роздільних пунктів. 2011 року лінія електрифікована. У 2017 році переведений у розряд колійного поста.
Від колійного поста відходить гілка до станції Фастів II Миронівського напрямку.